# نوراشینیک
نوراشینیک (ارمنی: Նորաշենիկ) یک منطقهٔ مسکونی در جمهوری آرتساخ است که در استان کاشاتاق واقع شده‌است.